# Kanton Saint-Jean-de-Losne
Kanton Saint-Jean-de-Losne (francouzsky Canton de Saint-Jean-de-Losne) je francouzský kanton v departementu Côte-d'Or v regionu Burgundsko. Tvoří ho 17 obcí.

## Obce kantonu
- Aubigny-en-Plaine
- Brazey-en-Plaine
- Charrey-sur-Saône
- Échenon
- Esbarres
- Franxault
- Laperrière-sur-Saône
- Losne
- Magny-lès-Aubigny
- Montagny-lès-Seurre
- Montot
- Saint-Jean-de-Losne
- Saint-Seine-en-Bâche
- Saint-Symphorien-sur-Saône
- Saint-Usage
- Samerey
- Trouhans